# Tom Madell
Tom-Erik Madell, född 13 mars 1966, är en svensk jurist. Han var 2007–2012 professor i rättsvetenskap vid Umeå universitet och 2012–2024 hovrättsråd vid Hovrätten för Övre Norrland. Han var 2023–2024 verksam som lärare och forskare vid Ekonomihögskolan vid Lunds universitet. Han är sedan 2025 återigen professor i rättsvetenskap vid Umeå universitet.

## Biografi
Tom Madell disputerade 1998 på avhandlingen Det allmänna som avtalspart och hans forskning har huvudsakligen inriktat sig på avtal och andra civilrättsliga instrument och deras användning inom den offentliga sektorn samt hur upphandlingen av dessa avtal ska göras.